# Bombylius zarudnyi
Bombylius zarudnyi är en tvåvingeart som beskrevs av Paramonov 1940. Bombylius zarudnyi ingår i släktet Bombylius och familjen svävflugor.
Artens utbredningsområde är Iran. Inga underarter finns listade i Catalogue of Life.